# Wybuchowa para
Wybuchowa para (ang. Knight and Day) – amerykańska komedia sensacyjna z 2010 roku w reżyserii Jamesa Mangolda.

## Fabuła
June Havens (Cameron Diaz) jest kobietą, która nie ma szczęścia do mężczyzn. Wszystko zmienia się, gdy wsiada w mieście Wichita w samolot do Bostonu, poznaje przystojnego i tajemniczego Roya (Tom Cruise). Samolot nie trafia na lotnisko – uderza w pole kukurydzy. Roy jako agent zabiera ją w kolejne niebezpieczne miejsca. Dzięki niemu June przeżyje przygodę, która odmieni życie ich obojga. Wypełnią niebezpieczną misję i nieoczekiwanie odnajdą miłość.

## Obsada
- Tom Cruise jako Roy Miller
- Cameron Diaz jako June Havens
- Peter Sarsgaard jako Fitzgerald
- Maggie Grace jako April
- Jordi Mollà jako Antonio
- Falk Hentschel jako Bernardo
- Brian Dykstra jako agent TSA
- Paul Dano
- Marc Blucas
- Viola Davis jako dyrektor George

## Produkcja
Film został zrealizowany ze scenariusza pod tytułem „Trouble Man”, napisanego przez scenarzystów zrzeszonych w Writers Guild of America, West. Zdjęcia rozpoczęto w Bostonie i Bridgewater w połowie września 2009 r. Następnie kontynuowano filmowanie na terenie stanu Massachusetts (Melrose, Danvers, New Bedford). Później zdjęcia kręcono również w Salzburgu (Austria), Sewilli i Kadyksie (Hiszpania), a także w Port Antonio (Jamajka).